# Donkey Republic

Landen die in 2024 door Donkey Republic worden bediend.

Donkey Republic is een Deens bedrijf dat openbare fietsdeelsystemen exploiteert. Het bedrijf werd in 2014 opgericht in Kopenhagen. Het bedrijf is actief in steden van 8 landen, waaronder Denemarken, Nederland, België, Spanje, Zwitserland, Duitsland, Finland en Zweden. Het bedrijf staat sinds 2021 genoteerd op Nasdaq Nordic Donkey Republic bedient voornamelijk stedelijke gebieden en integreert met stedelijke openbaarvervoersystemen om de mobiliteit te verbeteren en verkeersopstoppingen te verminderen.

## Bedrijfsgegevens
De onderstaande tabel geeft een aantal belangrijke bedrijfsgegevens weer: 
|                                  | 2018  | 2019  | 2020  | 2021  | 2022  | 2023  |
| -------------------------------- | ----- | ----- | ----- | ----- | ----- | ----- |
| Omzet (in miljoen €)             | 2,7   | 4,5   | 2,9   | 5,0   | 9,1   | 15,4  |
| EBITDA (in miljoen €)            | –     | −1,2  | −1,5  | −1,5  | −3,6  | 1,3   |
| Aantal medewerkers (gemiddeld)   |       |       | 60    | 58    | 113   | 137   |
| Aantal gebruikers (x 1.000)      | 152   | 252   | 138   | 217   | 360   | 561   |
| Aantal ritten (x 1.000.000)      | 1,8   | 3,3   | 2,3   | 3,3   | 4,5   | 6,7   |
| Aantal actieve fietsen (x 1.000) | 5,7   | 10,5  | 12,9  | 13    | 13,3  | 19,9  |
| Bronnen                          | [ 6 ] | [ 6 ] | [ 6 ] | [ 7 ] | [ 6 ] | [ 8 ] |

## Gebruik
In de app worden de ophaalpunten weergegeven. Het slot van de fiets kan worden ontgrendeld en vergrendeld door een Bluetooth-verbinding met je smartphone. Het is mogelijk om de rit te pauzeren. De huur kan worden beëindigd door de fiets naar een inleverpunt te brengen en dat op je smartphone te bevestigen. Je kunt van de dienst gebruik maken zonder een aanbetaling te doen of een identiteitsbewijs te tonen.
Donkey Republic biedt zowel pay-per-use-diensten aan als lokale abonnementen tegen een vaste maandelijkse prijs.

## Geschiedenis
In 2017 startte Donkey Republic samen met Obike en Ofo in Wenen. Ofo en Obike vertrokken in 2018. Donkey Republic verliet Wenen in maart 2020 door een gebrek aan inkomsten en verwijderde zijn 500 fietsen.
Nadat het fietsdeelbedrijf Gobee zich vanwege vandalisme van de Franse markt had teruggetrokken, startte Donkey Republic in mei 2018 in Parijs met de overtuiging dat het fietsdeelsysteem bestend is tegen diefstal en schade.
In juni 2019 leverde het bedrijf voor het eerst e-bikes in Berlijn. In oktober van hetzelfde jaar werd de vloot e-bikes uitgebreid van 100 met nog eens 200.
In juni 2019 startte het bedrijf het eerste stadsbrede deelfietssysteem in Gent, met 200 free floating fietsen. In 2022 werd de vergunning uitgebreid naar 500 fietsen samen met de komst van twee concurrenten. Naast Gent is Donkey Republic actief in de wijde omgeving van Antwerpen in de provincie Oost-Vlaanderen en Antwerpen. De zone strekt zich in het westen uit tot Lokeren, in het noorden tot Essen, in het oosten tot Malle en in het zuiden tot Mechelen. Hoewel de zones van Gent en Antwerpen dicht bij elkaar liggen, is het niet mogelijk om fietsen in de ene zone op te halen en in de andere zone af te zetten.
In 2019 startte het bedrijf met een proef in Utrecht. In 2021 werd het contract verlengt, maar kreeg ook Tier de mogelijkheid om in Utrecht te opereren. Aan het einde van dat jaar werd het contract met Donkey Republic ontbonden omdat zij zich niet aan het maximaal geëiste deelfietsen wilde houden. Donkey Republic achtte de stad niet rendabel genoeg voor 600 fietsen en wilde er 300 van maken. In 2021 ging Qbuzz een samenwerking aan met Donkey Republic voor het aanbieden van deelfietsen zijn consessie Drechtsteden in Dordrecht en langs de MerwedeLingelijn.
In mei 2024 beëindigde Donkey Republic zijn dienst in Boedapest zonder voorafgaande kennisgeving.

## Afbeeldingen

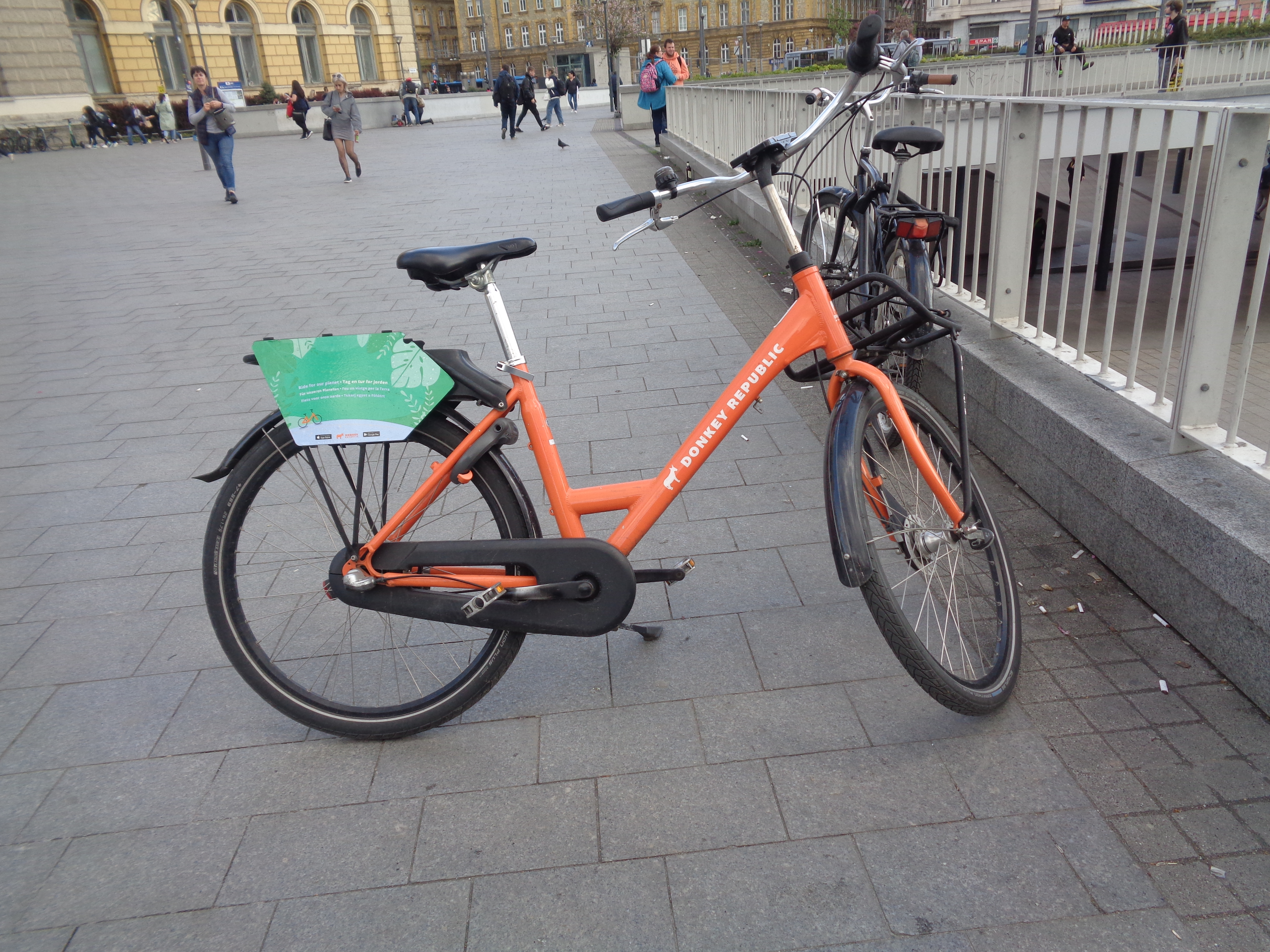
Fiets in Boedapest
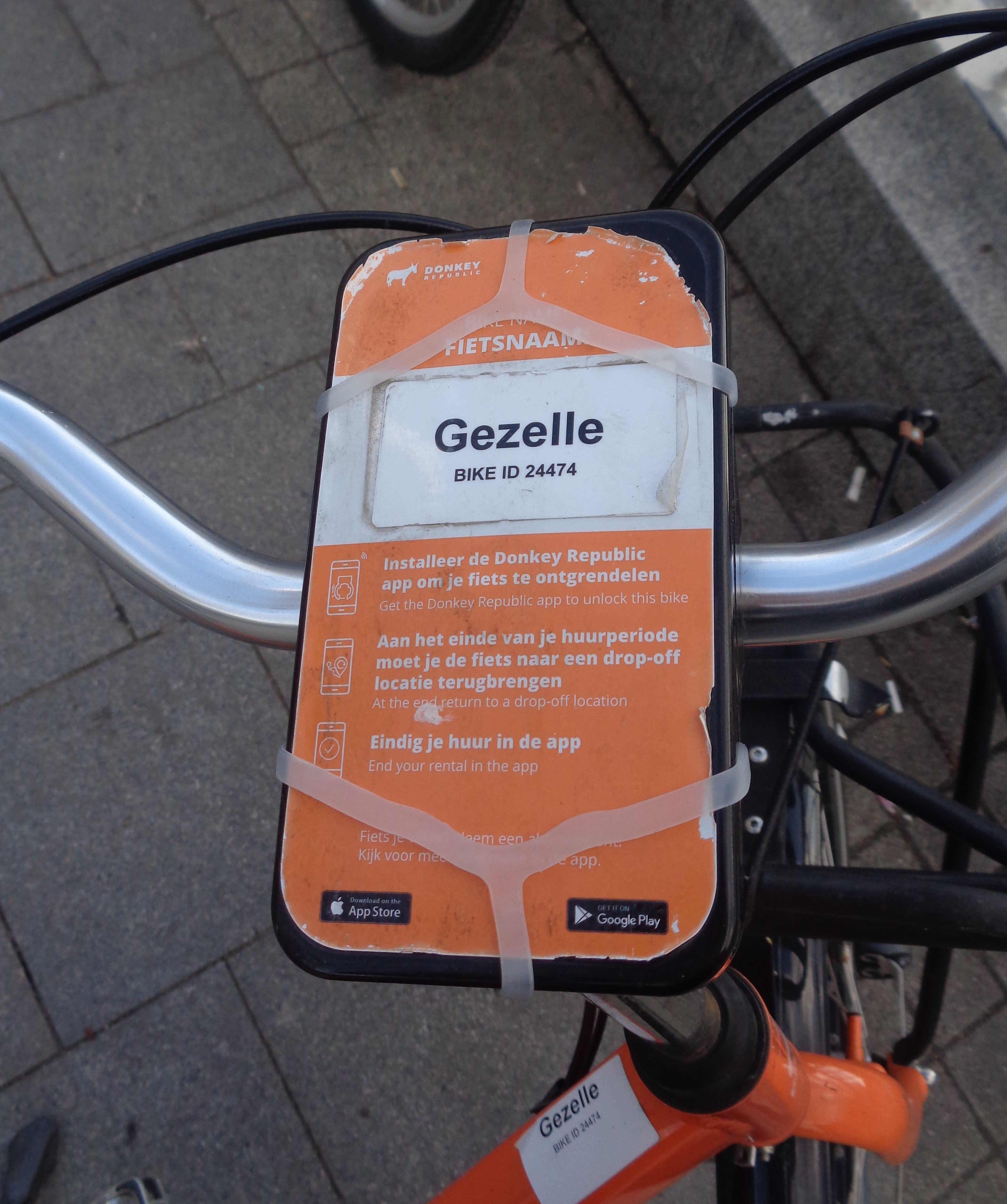
Smartphonehouder
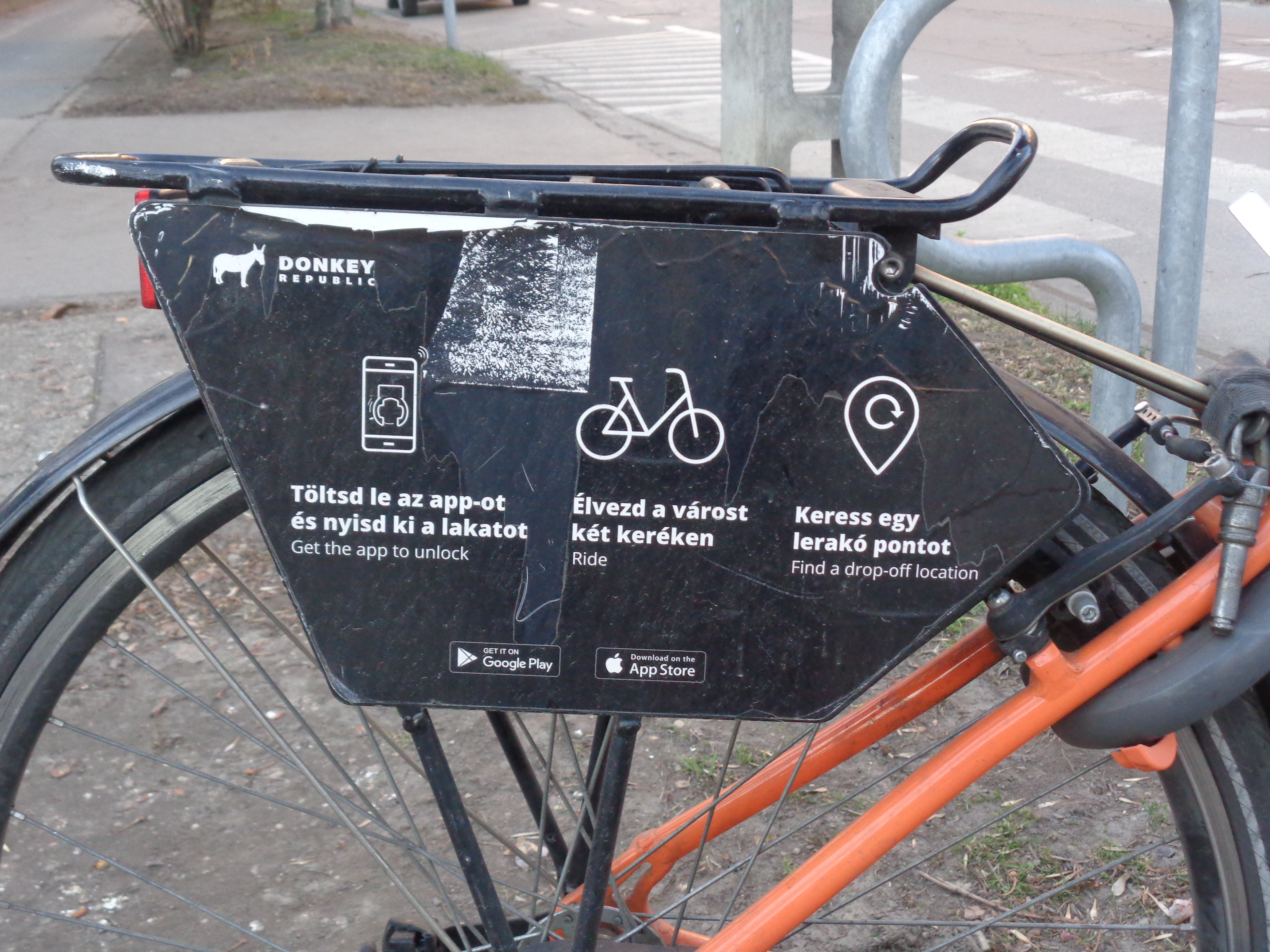
Bagagedrager
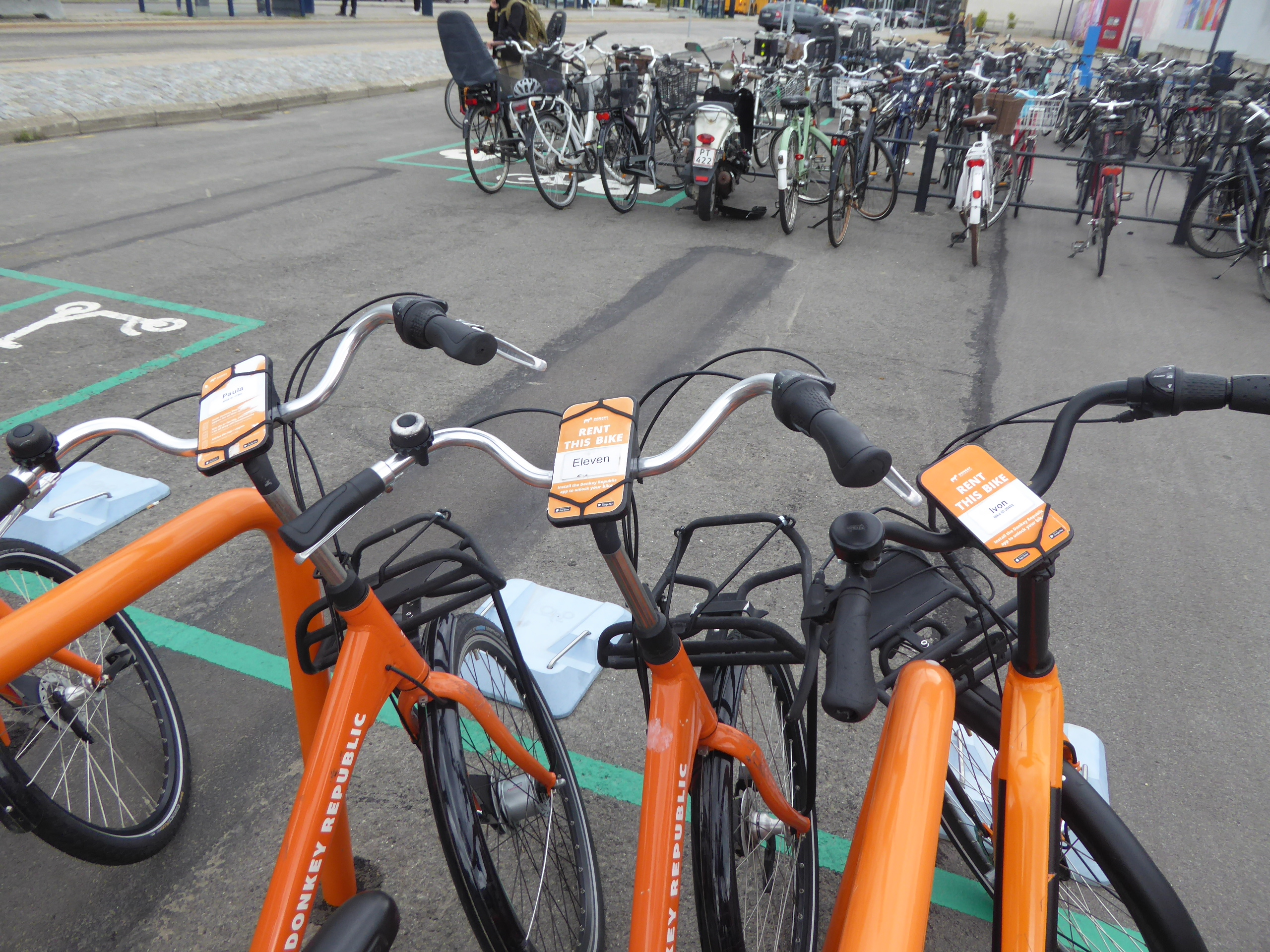
Stuur
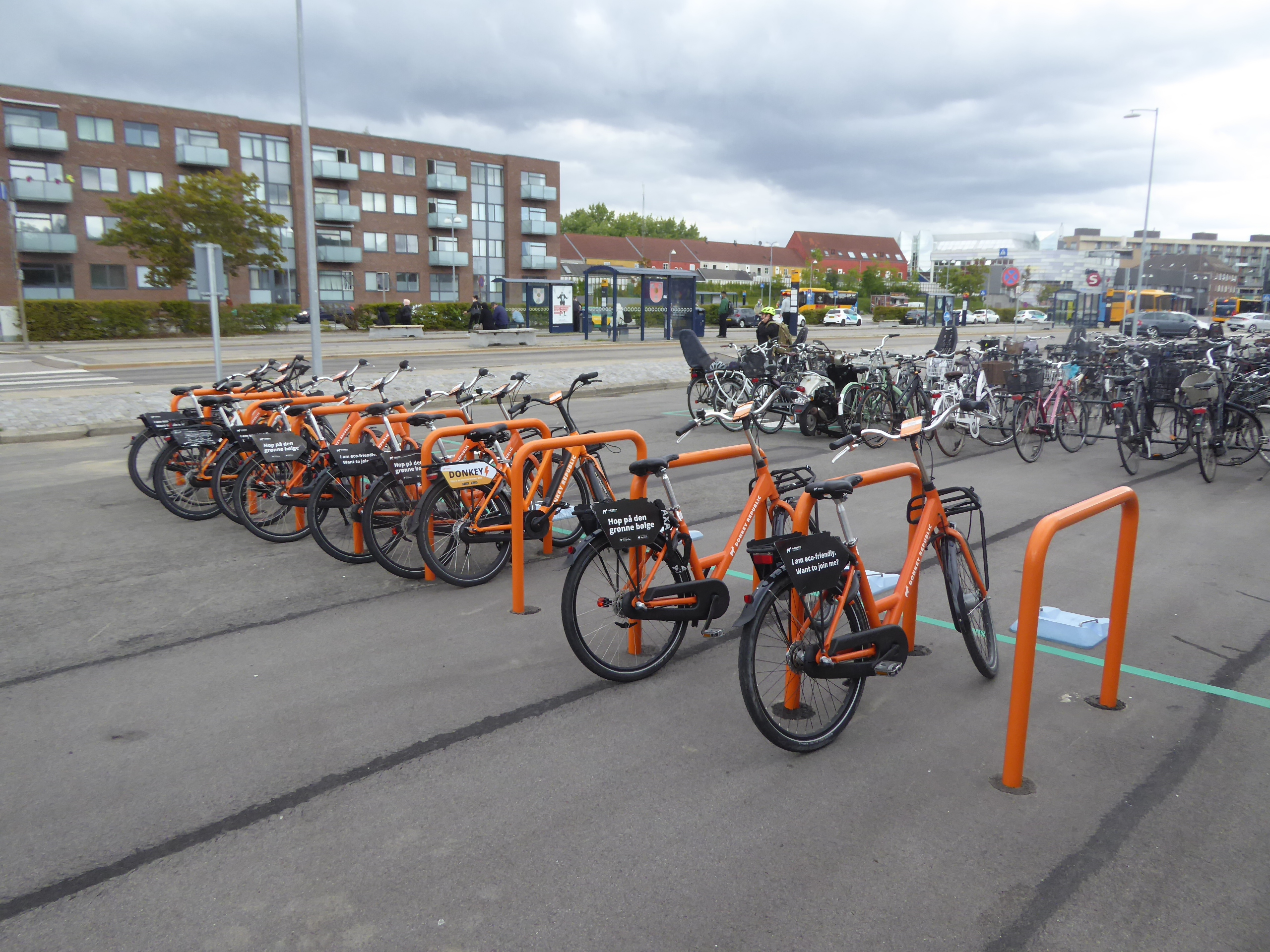
Fietsen in Kopenhagen